# F.E.A.R. Files
F.E.A.R. Files - збірник ігор для консолі Xbox 360, який включає в себе два самостійних доповнення для оригінальної гри F.E.A.R. - Extraction Point і Perseus Mandate. Збірник був виданий в 2007 році.
Обидві гри не виходили окремо на приставці Xbox 360 і були видані тільки в комплекті «FEAR Files».

## Склад збірника
F.E.A.R. Extraction Point - офіційне самостійне доповнення до гри F.E.A.R. 2005 року, продовження історії про боротьбу секретного підрозділу F.E.A.R. (First Encounter Assault Recon, в українському перекладі - «Федеральна одиниця активного реагування»), з потойбічними силами. Головним героєм є той же співробітник підрозділу що і в оригінальній грі, викликаний для проведення першого бойового завдання і відразу ж потрапив у саме серце зловісних подій
F.E.A.R. Perseus Mandate - друге офіційне доповнення до гри F.E.A.R. Події в грі відбуваються паралельно подіям оригінальної гри і першого доповнення - «F.E.A.R. Extraction Point»; гравцям пропонується альтернативний погляд на події, що відбуваються у світі гри.